# Dzsabla
Dzsabla (arab nyelven: جَبْلَةٌ; Ǧabla, írják még Jebleh, Jabala, Jablah, Gabala vagy Gibellum néven is) egy Földközi-tenger partján fekvő város Szíriában, Latakiától 25 km-rel délre, kb. 80 000 lakossal (2004-es népszámlálás). Ősi Gabala néven bizánci (fő)püspökség volt, és ma is latin katolikus címzetes székváros. Itt található Ibrahim Bin Adham, egy legendás szúfi misztikus sírja és mecsete, aki lemondott balkáni trónjáról és élete végéig az imádságnak szentelte magát.

## Története
Dzsabla legalább az i. e. második évezred óta lakott hely. A város az Ugarita királyság része volt, és a város levéltára I. e. 12. század körül "Gbʿly" néven említi. Az ókorban Dzsabla (akkori nevén Gabala) fontos hellenista, majd római város volt. Ennek az időszaknak egyik legfontosabb maradványa egy kb. 7000 néző befogadására alkalmas színház. A tengerpart közelében még régebbi maradványokat találtak, amelyek a vaskorból vagy a föníciai korszakból származnak.
Dzsabla régiója Szíria 637-642-es meghódításával került az iszlám birodalomba. Körülbelül 969 és 1081 között azonban a régió nagy része visszatért a Bizánci Birodalom ellenőrzése alá, amíg Banu Ammar el nem foglalta. Az alaviták a 11. század elején kezdtek megjelenni a területen.
A középkorban Dzsablát, akkori nevén Gibellumot 1109. július 23-án Táncréd és a genovaiak foglalták el azért, hogy az Antiochiai Hercegség, a keresztes hadjáratok egyik államának része legyen, amíg 1189-ben a harmadik keresztes hadjárat során Szaladin el nem foglalta. Egyik híres lakója volt Hugh of Jabala, a város püspöke, aki jelentette Edessza elestét III. Jenő pápának, és ő volt az első, aki János pap országáról beszélt. A városközponttól kevesebb mint 1 kilométerre fekszik Dzsabala ősi lelőhelye, a mai Tell Tweini. Ez a város az I. e. harmadik évezredtől a perzsa korszakig lakott volt.
A mamlúk korszakban még állt a városban egy "kurd" mecset, amelyet valószínűleg Szaladin kíséretének vagy hadseregének tagjai alapítottak. 1318-ban a környező felföldről származó alaviták millenniumi felkelése Dzsabla megtámadásához vezetett, mielőtt egy Tripoliból küldött mamlúk oszlopnak sikerült visszavennie az irányítást. A híres marokkói utazó, Ibn Battúta 1326-ban járt Jablehben.
Az oszmán időszakban (1516-1918) Dzsabla eredetileg Tripoli tartomány egyik alprovinciáját (sancak) alkotta, mielőtt 1547-1548-ban önálló sancakká tették. Dzsabla körzetéhez (nahiye) magán Dzsablán kívül mintegy 80 falu tartozott, amelyek többségét alaviták lakták. 1564-ben Dzsabla tartományát Dzsanbulad ibn Qaszim al-Kurdi fia, Kilis szancsák-bejije kormányozta. 1564-ben Dzsabla tartományát Dzsanbulad ibn Qaszim al-Kurdi fia, Kilis szancsák-bejája kormányozta. Dzsabla városa különös jelentőségre tett szert a közvetlenül a parttól 120 km-re fekvő Ciprus 1570-es oszmán hódításával. Dzsabla kormányzója és qadija (bírája) számos megbízást kapott az oszmán kormánytól, hogy a következő évtizedekben őrizzék a területet a földközi-tengeri kalózok és a lázadó alaviták ellen. A város és Dzsabla tartománya egyre kevésbé lett fontos, ahogy Latakia jelentősége a 18. században nőtt. A tizenkilencedik század végén Dzsabla tartományát húsz új nahijára osztották.
2016. május 23-án az Iraki és Levantei Iszlám Állam vállalta a felelősséget négy öngyilkos merényletért Dzsablában, amely a szíriai polgárháború 2011-es kezdete óta nagyrészt érintetlen maradt. A bombák állítólag alavita gyülekezeteket céloztak, és több mint száz embert öltek meg. A hasonlóan elszigetelt Tartúszban további három merénylő 48 embert ölt meg.
2023 februárjában egy 7,8-as erősségű földrengés rázta meg Törökországot és Nyugat-Szíriát. Széles körű pusztítást és halálos áldozatokat követelt. Dzsablában (Jablehben) legalább 283 ember meghalt, 173 megsérült és 19 épület összeomlott.

## Gazdasága
Dzsablában az emberek többsége a mezőgazdaságból él, az emberek narancs- és citromfákat, olajbogyót termesztenek, környékén nagy számban találhatók zöldséges üvegházak. A város központjában az emberek a kereskedelemben dolgoznak, és vannak kis gyárak a városban a gyapot és a narancslé készítésére, míg a legtöbb lakos kizárólag a nyugdíjtámogatásból él, bár Dzsabla [Jableh) gazdasága szenved attól, hogy a városrészek közötti alig van áramszolgáltatás, ami befolyásolja a víz elérhetőségét a városban.

## Itt születtek, itt éltek
- A modern arab költészet szíriai úttörője, Adunis.
- Izz ad-Din al-Qassam, híres iszlám személyiség, aki támadásokat szervezett a franciák ellen Szíriában, valamint a britek és a zsidók ellen Palesztinában, valamint a Hamász katonai szárnyának, az Izz ad-Din al-Qassam Brigádoknak a névadója.
- A Boustani család.[5]
- Mohammad Zeitoun, úszóbajnok, akinek története a Zeitoun című könyvben szerepel.
- Ali Maia, labdarúgó.
- dr. Fayez Attaf, általános sebész, akit "A szegény emberek sebésze" néven ismertek Jablehben. Rendszeresen kifizette a kitelepített és szegény betegek műtéteinek költségeit.[6]

## Bibliográfia
- Helmolt, Hans Ferdinand (1907), The World's History: Central and northern Europe, The University of Michigan
- Mallett, Alex (2014). "ʿAmmār, Banū (Syria)". In Fleet, Kate; Krämer, Gudrun; Matringe, Denis; Nawas, John; Rowson, Everett (eds.). Encyclopaedia of Islam (3rd ed.). Brill Online. doi:10.1163/1573-3912_ei3_COM_24909. ISSN 1873-9830.
- Riis, Poul Jørgen: Topographical Studies in the Ǧabla Plain (Publications of the Carlsberg expedition to Phoenicia 13). Copenhagen, Reitzel 2004. ISBN 87-7876-367-3
- Wiet, G. (1960). "ʿAmmār". In Gibb, H. A. R.; Kramers, J. H.; Lévi-Provençal, E.; Schacht, J.; Lewis, B. & Pellat, Ch. (eds.). The Encyclopaedia of Islam, Second *Edition. Volume I: A–B. Leiden: E. J. Brill. p. 448. doi:10.1163/1573-3912_islam_SIM_0625. OCLC 495469456.
- Winter, Stefan (2016), A History of the Alawis: From Medieval Syria to the Turkish Republic, Princeton University Press, ISBN 9780691173894

## Fordítás
Ez a szócikk részben vagy egészben  a   Jableh című angol Wikipédia-szócikk fordításán alapul.  Az eredeti cikk szerkesztőit annak laptörténete sorolja fel. Ez a jelzés csupán a megfogalmazás eredetét és a szerzői jogokat jelzi, nem szolgál a cikkben szereplő információk forrásmegjelöléseként.